# 문발초등학교
문발초등학교는 대한민국 경기도 파주시에 있는 초등학교이다.

## 학교 연혁
- 2006.01.04 문발초등학교 설립인가
- 2006.03.01 문발초등학교 개교
- 2006.03.01 11학급 편성(281명 전입)
- 2007.02.13 제1회 졸업식(62명 졸업)
- 2007.11.06 학교도서관 개관(장성 6,000여권 소장)
- 2008.10.15 영어학습 체험센터 구축 및 운영
- 2011.04.08 창의경영학교 지정(자율형, 3년간), 교육과학기술부
- 2011.09.01 황흥연 제 3대 교장 취임
- 2013.04.10 예술교육사업 대상교 지정(3년간), 교육부
- 2014.03.01 혁신학교 지정(4년간), 경기도교육청
- 2015.02.13 제9회 졸업식(78명 졸업, 누계 748명)
- 2015.03.01 25학급 편성(특수학급1)
- 2016.02.05 제 10회 졸업식